# Pierre Julien Cavalerie
Pierre Julien Cavalerie est un missionnaire et important collecteur botanique français né le 4 janvier 1869 à Roussennac (Aveyron) et mort le 31 décembre 1927 à Kunming, Chine - Guizhou.
Il est admis au séminaire des missions étrangères en 1889 et est ordonné prêtre le 1er juillet 1894.
Il part en Chine un mois plus tard pour Pin-fa, Guizhou (selon la forme française de l'époque: Kouy-Tchéou). En 1919, il revient à l'état laïc et s'établit à Kunming. Il y meurt assassiné par son serviteur, le 31 décembre 1927.
Il a été membre de l'Académie internationale de géographie botanique, société savante du Mans fondée par le R.P. Hector Léveillé.
Durant sa mission, il a collecté un grand nombre de plantes de Chine.

## Quelques publications
Il est l'auteur de nombreux articles dans la revue fondée par Mgr Hector Léveillé: « Le Monde des plantes » et dans celle de l'Académie internationale de géographie botanique : « Bulletin de l'Académie internationale de géographie botanique » devenue en 1911 « Bulletin de géographie botanique » :
- Note sur quelques monocotylédones du Kouytchéou - Bulletin de l'Académie internationale de géographie botanique, 1905
- À travers la flore du Kouytchéou - Bulletin de l'Académie internationale de géographie botanique, n° 196-197, 1906, p. 94-96 Disponible sur Bibliotheca digital del real jardín botánico
- Note sur les renonculacées du Kouytchéou - Bulletin de l'Académie internationale de géographie botanique, n° 219, 1908, p. VII-VIII Disponible sur Bibliotheca digital del real jardín botánico (note du 19 juillet 1907 adressée à Mgr Léveillé)
- Les aurantiacées du Kouytchéou - Bulletin de géographie botanique, n° 261, 1911, p. 210-211 Disponible sur Bibliotheca digital del real jardín botánico
- La flore de Fanchouen (Kouytchéou) - Bulletin de géographie botanique, n° 262, 1911, p. 231 Disponible sur Bibliotheca digital del real jardín botánico
- Les liliacées au Kouytchéou - Bulletin de géographie botanique, n° 263, 1911, p. 243-248 Disponible sur Bibliotheca digital del real jardín botánico

## Plantes qui lui ont été dédiées
Un grand nombre d'espèces lui ont été dédiées (environ 230) :
| - Abelia cavaleriei H.Lév. - Caprifoliacée - Abutilon cavaleriei H.Lév. - Malvacée - Acer cavaleriei H.Lév. - Acéracée - Aconitum cavaleriei H.Lév. & Vaniot - Renonculacée - Ainsliaea cavaleriei H.Lév. - Astéracée - Akebia cavaleriei H.Lév. - Lardizabalacée - Allantodia cavaleriana (Christ) Ching - Woodsiacée - Allomorphia cavaleriei H.Lév. & Vaniot - Mélastomatacée - Alseodaphne cavaleriei (H.Lév.) Kosterm. - Lauracée (Machilus cavaleriei H.Lév.) - Andrachne cavaleriei H.Lév. - Euphorbiacée - Aneilema cavaleriei H.Lév. & Vaniot - Commélinacée - Anisophyllea cavaleriei H.Lév. - Anisophylléacée - Apios cavaleriei H.Lév. - Fabacée - Ardisia cavaleriei H.Lév. - Myrsinacée - Asarum cavaleriei H.Lév. & Vaniot - Aristolochiacée - Aspidopterys cavaleriei H.Lév. - Malpighiacée - Aster cavaleriei H.Lév. & Vaniot - Astéracée - Asteropyrum cavaleriei J.R.Drumm. & Hutch. - Renonculacée - Astragalus cavaleriei H.Lév. - Fabacée - Balanophora cavaleriei H.Lév. - Balanophoracée - Barleria cavaleriei H.Lév. - Acanthacée - Barthea cavaleriei H.Lév. - Mélastomatacée - Bauhinia cavaleriei H.Lév. - Fabacée - Begonia cavaleriei H.Lév. - Bégoniacée - Berberis cavaleriei H.Lév. - Berbéridacée - Berchemia cavaleriei H.Lév. - Rhamnacée - Blastus cavaleriei H.Lév. & Vaniot - Mélastomatacée - Blumea cavaleriei H.Lév. & Vaniot - Astéracée - Bodinieriella cavaleriei H.Lév. - Éricacée - Boea cavaleriei H.Lév. & Vaniot - Gesnériacée - Boehmeria cavaleriei H.Lév. - Urticacée - Bredia cavaleriei H.Lév. & Vaniot - Mélastomatacée - Briggsia cavaleriei Craib - Gesnériacée - Calamintha cavaleriei H.Lév. & Vaniot - Lamiacée - Callicarpa cavaleriei H.Lév. - Lamiacée - Camellia cavaleriana (H.Lév.) Nakai - Théacée (Thea cavaleriana H.Lév. ) - Canthium cavaleriei H.Lév. - Rubiacée - Carex cavaleriei H.Lév. & Vaniot - Cypéracée - Castanopsis cavaleriei H.Lév. - Fagacée - Celastrus cavaleriei H.Lév. - Célastracée - Celtis cavaleriei H.Lév. - Ulmacée - Cephalanthus cavaleriei H.Lév. - Rubiacée - Chelidonium cavaleriei H.Lév. - Papavéracée - Chrysosplenium cavaleriei H.Lév. & Vaniot - Saxifragacée - Cinnamomum cavaleriei H.Lév. - Lauracée - Cirsium cavaleriei H.Lév. - Astéracée - Citrus cavaleriei H.Lév. - Rutacée - Cleidiocarpon cavaleriei (H.Lév.) Airy Shaw - Euphorbiacée (Baccaurea cavaleriei H.Lév.) - Clematis cavaleriei H.Lév. & Porter - Renonculacée - Clerodendrum cavaleriei H.Lév. - Lamiacée - Clethra cavaleriei H.Lév. - Cléthracée - Cnicus cavaleriei H.Lév. - Astéracée - Commelina cavaleriei H.Lév. - Commélinacée - Corchorus cavaleriei H.Lév. - Tiliacée - Corydalis cavaleriei H.Lév. & Vaniot - Papavéracée - Corylopsis cavaleriei H.Lév. - Hamamélidacée - Crataegus cavaleriei H.Lév. & Vaniot - Rosacée - Crotalaria cavaleriei H.Lév. - Fabacée - Croton cavaleriei Gagnep. - Euphorbiacée - Cyanotis cavaleriei H.Lév. & Vaniot - Commélinacée - Cynoglossum cavaleriei H.Lév. - Boraginacée - Dalbergia cavaleriei H.Lév. - Fabacée - Daphne cavaleriei H.Lév. - Thyméléacée - Daphniphyllum cavaleriei H.Lév. - Daphniphyllacée - Derris cavaleriei Gagnep. - Fabacée - Desmodium cavaleriei H.Lév. - Fabacée - Diplaziopsis cavaleriana (Christ) C.Chr. - Woodsiacée - Disporum cavaleriei H.Lév. - Convallariacée - Dracocephalum cavaleriei H.Lév. - Lamiacée - Echinocarpus cavaleriei H.Lév. - Élaéocarpacée - Elatostema cavaleriei Hand.-Mazz. - Urticacée - Elsholtzia cavaleriei H.Lév. - Lamiacée - Embelia cavaleriei H.Lév. - Myrsinacée - Enkianthus cavaleriei H.Lév. - Éricacée - Epilobium cavaleriei H.Lév. - Onagracée - Epimedium cavaleriei H.Lév. - Berbéridacée - Eriobotrya cavaleriei (H.Lév.) Rehder - Rosacée (Hiptage cavaleriei H.Lév.) - Erythrospermum cavaleriei H.Lév. - Flacourtiacée - Euonymus cavaleriei H.Lév. - Célastracée - Euphorbia cavaleriei H.Lév. & Vaniot - Euphorbiacée - Eurya cavaleriei H.Lév. - Théacée - Eurycorymbus cavaleriei (H.Lév.) Rehder & Hand.-Mazz. - Sapindaceae (Rhus cavaleriei H.Lév.) - Faberia cavaleriei H.Lév. - Astéracée - Fatsia cavaleriei H.Lév. - Araliacée - Ficus cavaleriei H.Lév. & Vaniot - Moracée - Fissistigma cavaleriei Rehder - Annonacée - Flacourtia cavaleriei H.Lév. - Flacourtiacée - Flemingia cavaleriei (H.Lév.) Lauener - Fabacée (Geissaspis cavaleriei H.Lév.) - Floscopa cavaleriei H.Lév. & Vaniot - Commélinacée - Fordiophyton cavaleriei Guillaumin - Mélastomatacée - Galium cavaleriei H.Lév. - Rubiacée - Gerbera cavaleriei H.Lév. & Vaniot - Astéracée - Gnetum cavaleriei H.Lév. - Gnétacée - Grewia cavaleriei H.Lév. - Tiliacée - Gynura cavaleriei H.Lév. - Astéracée - Habenaria cavaleriei Schltr. - Orchidacée - Hancea cavaleriei H.Lév. - Lamiacée - Hanceola cavaleriei Kudo - Lamiacée - Helicteres cavaleriei H.Lév. - Sterculiacée - Hemiboea cavaleriei H.Lév. - Gesnériacée - Heptapleurum cavaleriei H.Lév. - Araliacée - Hibiscus cavaleriei H.Lév. - Malvacée - Hoya cavaleriei H.Lév. - Asclépiadacée - Hypericum cavaleriei H.Lév. - Clusiacée - Illicium cavaleriei (H.Lév.) H.Lév. - Illiciaceae (Glochidion cavaleriei H.Lév.) - Indigofera cavaleriei H.Lév. - Fabacée - Iris cavaleriei H.Lév. - Iridacée - Isodon cavaleriei Kudo - Lamiacée - Isopyrum cavaleriei H.Lév. & Vaniot - Renonculacée - Kadsura cavaleriei H.Lév. - Schisandracée - Lactuca cavaleriei H.Lév. - Astéracée - Lilium cavaleriei H.Lév. & Vaniot - Liliacée - Limnophila cavaleriei Vaniot - Scrophulariacée - Linum cavaleriei H.Lév. & Vaniot - Linacée - Litsea cavaleriei H.Lév. - Lauracée - Lobelia cavaleriei H.Lév. - Campanulacée - Lonicera cavaleriei H.Lév. - Caprifoliacée - Loranthus cavaleriei H.Lév. - Loranthacée - Loxostigma cavaleriei (H.Lév. & Vaniot) B.L.Burtt - Gesnériacée (Didissandra cavaleriei H.Lév. & Vaniot, Didymocarpus cavaleriei H.Lév.) | - Lycopus cavaleriei H.Lév. - Lamiacée - Lysionotus cavaleriei H.Lév. - Gesnériacée - Maesa cavaleriei H.Lév. - Myrsinacée - Magnolia cavaleriei (Finet & Gagnep.) Figlar - Magnoliacée (Michelia cavaleriei Finet & Gagnep.) - Mallotus cavaleriei H.Lév. - Euphorbiacée - Marsdenia cavaleriei (H.Lév.) Hand.-Mazz. ex Woodson - Asclépiadacée (Metaplexis cavaleriei H.Lév.) - Matteuccia cavaleriana (Christ) C.Chr. - Woodsiacée - Mazus cavaleriei Bonati - Scrophulariacée - Melastoma cavaleriei H.Lév. & Vaniot - Mélastomatacée - Meliosma cavaleriei H.Lév. - Méliosmacée - Melodinus cavaleriei H.Lév. - Apocynacée - Michelia cavaleriei H.Lév. - Magnoliacée - Microrhamnus cavaleriei H.Lév. - Rhamnacée - Millettia cavaleriei H.Lév. - Fabacée - Mondo cavaleriei Farw. - Convallariacée - Morus cavaleriei H.Lév. - Moracée - Mosla cavaleriei H.Lév. - Lamiacée - Mussaenda cavaleriei H.Lév. - Rubiacée - Myrica cavaleriei H.Lév. - Myricacée - Myrsine cavaleriei H.Lév. - Myrsinacée - Nothaphoebe cavaleriei (H.Lév.) Yang - Lauracée (Lindera cavaleriei H.Lév.) - Oberonia cavaleriei Finet - Orchidacée - Omphalodes cavaleriei H.Lév. - Boraginacée - Ophiopogon cavaleriei H.Lév. - Convallariacée - Ophiorrhiza cavaleriei H.Lév. - Rubiacée - Orthodon cavaleriei Kudo - Lamiacée - Ottelia cavaleriei Dandy - Hydrocharitacée - Oxyspora cavaleriei H.Lév. - Mélastomatacée - Paederia cavaleriei H.Lév. - Rubiacée - Panisea cavaleriei Schltr. - Orchidacée - Pararuellia cavaleriei (Levl.) E.Hossain - Acanthacée - Paris cavaleriei H.Lév. & Vaniot - Trilliacée - Pellionia cavaleriei H.Lév. - Urticacée - Peperomia cavaleriei C.DC. - Pipéracée - Perilla cavaleriei H.Lév. - Lamiacée - Persea cavaleriei (H.Lév.) Kosterm. - Lauracée - Petrocosmea cavaleriei H.Lév. - Gesnériacée - Peucedanum cavaleriei H.Wolff - Apiacée - Philydrum cavaleriei H.Lév. - Philydracée - Photinia cavaleriei H.Lév. - Rosacée - Phyllagathis cavaleriei Guillaumin - Mélastomatacée - Phyllanthodendron cavaleriei H.Lév. - Euphorbiacée - Physalis cavaleriei H.Lév. - Solanacée - Pieris cavaleriei H.Lév. & Vaniot - Éricacée - Pilea cavaleriei H.Lév. - Urticacée - Pinus cavaleriei Lemee & H.Lév. - Pinacée - Pittosporum cavaleriei H.Lév. - Pittosporacée - Plantago cavaleriei H.Lév. - Plantaginacée - Plectranthus cavaleriei H.Lév. - Lamiacée - Pleiarina cavaleriei (H.Lév.) N.Chao & G.T.Gong - Salicacée - Podophyllum cavaleriei H.Lév. - Berbéridacée - Pollia cavaleriei H.Lév. - Commélinacée - Polygonatum cavaleriei H.Lév. - Convallariacée - Polygonum cavaleriei H.Lév. - Polygonacée - Polypodium cavaleriei Rosenst. - Polypodiacée - Premna cavaleriei H.Lév. - Lamiacée - Prenanthes cavaleriei (H.Lév.) Stebbins ex Lauener - Astéracée - Primula cavaleriei Petitm. - Primulacée - Prunus cavaleriei Koehne - Rosacée - Pterostyrax cavaleriei Guillaumin - Styracacée - Pyrus cavaleriei H.Lév. - Rosacée - Quercus cavaleriei H.Lév. & Vaniot - Fagacée - Reevesia cavaleriei H.Lév. & Vaniot - Sterculiacée - Rhamnus cavaleriei H.Lév. - Rhamnacée - Rhododendron cavaleriei H.Lév. - Éricacée - Rosa cavaleriei H.Lév. - Rosacée - Rubus cavaleriei H.Lév. & Vaniot - Rosacée - Ruellia cavaleriei H.Lév. - Acanthacée - Sabia cavaleriei H.Lév. - Sabiacée - Sageretia cavaleriei C.K.Schneid. - Rhamnacée - Salix cavaleriei H.Lév. - Salicacée - Salomonia cavaleriei H.Lév. - Polygalacée - Salvia cavaleriei H.Lév. - Lamiacée - Sapindus cavaleriei H.Lév. - Sapindacée - Saururus cavaleriei H.Lév. - Saururacée - Saussurea cavaleriei H.Lév. & Vaniot - Astéracée - Schefflera cavaleriei (H.Lév.) Frodin - Araliacée - Scutellaria cavaleriei H.Lév. & Vaniot - Lamiacée - Sedum cavaleriei H.Lév. - Crassulacée - Senecio cavaleriei H.Lév. - Astéracée - Shuteria cavaleriei H.Lév. - Fabacée - Sida cavaleriei H.Lév. - Malvacée - Smilax cavaleriei H.Lév. & Vaniot - Smilacacée - Smithia cavaleriei H.Lév. - Fabacée - Solanum cavaleriei H.Lév. & Vaniot - Solanacée - Sonchus cavaleriei H.Lév. - Astéracée - Sonerila cavaleriei H.Lév. - Mélastomatacée - Sophora cavaleriei H.Lév. - Fabacée - Spiraea cavaleriei H.Lév. - Rosacée - Strobilanthes cavaleriei H.Lév. - Acanthacée - Struthiopteris cavaleriana Christ - Woodsiacée - Styrax cavaleriei H.Lév. - Styracacée - Swertia cavaleriei H.Lév. - Gentianacée - Symplocos cavaleriei H.Lév. - Symplocacée - Synaedrys cavaleriei Koidz. - Fagacée - Synotis cavaleriei (H.Lév.) C.Jeffrey & Y.L.Chen - Astéracée - Taxillus cavaleriei (H.Lév.) Danser - Loranthacée - Tecoma cavaleriei H.Lév. - Bignoniacée - Thymus cavaleriei H.Lév. -Lamiacée - Trachelospermum cavaleriei H.Lév. - Apocynacée - Trevesia cavaleriei (H.Lév.) Grushv. & Skvortsova - Araliacée - Trichosanthes cavaleriei H.Lév. - Cucurbitacée - Trigonotis cavaleriei (H.Lév.) Hand.-Mazz. - Boraginacée - Tupistra cavaleriei H.Lév. - Convallariacée - Tylophora cavaleriei H.Lév. - Asclépiadacée - Ulmus cavaleriei H.Lév. - Ulmacée - Uvaria cavaleriei H.Lév. - Annonacée - Vaccinium cavaleriei H.Lév. & Vaniot - Éricacée - Vandellia cavaleriei H.Lév. - Scrophulariacée - Veratrum cavaleriei O.Loes. - Mélanthiacée - Viburnum cavaleriei H.Lév. - Caprifoliacée - Vitis cavaleriei H.Lév. & Vaniot - Vitacée - Webera cavaleriei H.Lév. - Rubiacée - Wendlandia cavaleriei H.Lév. - Rubiacée - Ypsilandra cavaleriei H.Lév. & Vaniot - Mélanthiacée |